# Duinrouwzwever
De duinrouwzwever (Hemipenthes morio) is een vlieg uit de familie van de wolzwevers (Bombyliidae).
Het is een vrij algemene soort in Nederland en België. De larven parasiteren meestal op larven uit de familie Tachinidae.

## Kenmerken
De vliegen bereiken een lichaamslengte van 5 tot 14 millimeter. Zijn lichaam is donker van kleur en heeft donkere schubben en haren. De vleugels zijn aan de basis zwart gekleurd, richting de transparante punt is de kleur zigzag afgebakend.

## Voorkomen
De soort komt voor van West-Europa en Noord-Afrika tot Zuid-Siberië. 

## Levenswijze
Net als de meeste andere Hemipenthes-soorten zijn de larven hyperparasitair en ontwikkelen ze zich op rupsvliegen (Tachinidae). De larven dragen naar achteren wijzende doornenkransen, ook de poppen hebben doornen.